# Понте ди Феро (Напуљ)
Понте ди Феро (итал. Ponte di Ferro) је насеље у Италији у округу Напуљ, региону Кампанија.
Према процени из 2011. у насељу је живело 1045 становника. Насеље се налази на надморској висини од 68 м.